# Dorcasta cinerea
Dorcasta cinerea là một loài bọ cánh cứng trong họ Cerambycidae.